# Astrocaryum
Astrocaryum é um género botânico pertencente à família Arecaceae. O gênero é nativo de da América do Sul, Central e Trinidad.

## Espécies
| - Astrocaryum acaule Mart. - Astrocaryum aculeatissimum (Schott) Burret - Astrocaryum aculeatum G.Mey. - Astrocaryum alatum Loomis - Astrocaryum campestre Mart. - Astrocaryum carnosum F.Kahn & B.Millán - Astrocaryum chambira Burret - Astrocaryum chonta Mart. - Astrocaryum ciliatum F.Kahn & B.Millán - Astrocaryum confertum H.Wendl. ex Burret - Astrocaryum faranae F.Kahn & E.Ferreira - Astrocaryum farinosum Barb.Rodr. - Astrocaryum ferrugineum F.Kahn & B.Millán - Astrocaryum giganteum Barb.Rodr. - Astrocaryum gratum F.Kahn & B.Millán - Astrocaryum gynacanthum Mart. - Astrocaryum huaimi Mart. - Astrocaryum huicungo Dammer ex Burret | - Astrocaryum jauari Mart. - Astrocaryum javarense (Trail) Drude - Astrocaryum macrocalyx Burret - Astrocaryum malybo H.Karst. - Astrocaryum mexicanum Liebm. ex Mart. - Astrocaryum minus Trail - Astrocaryum murumuru Mart. - Astrocaryum paramaca Mart. - Astrocaryum perangustatum F.Kahn & B.Millán - Astrocaryum rodriguesii Trail - Astrocaryum sciophilum (Miq.) Pulle - Astrocaryum scopatum F.Kahn & B.Millán - Astrocaryum sociale Barb.Rodr. - Astrocaryum standleyanum L.H.Bailey - Astrocaryum triandrum Galeano-Garces, R.Bernal & F.Kahn - Astrocaryum ulei Burret - Astrocaryum urostachys Burret - Astrocaryum vulgare Mart. |